# Hans-Jörg Trenz
Hans-Jörg Trenz (* 1966) ist ein deutscher Politologe.

## Leben
Er studierte Soziologie, Kriminologie und Romanistik an der Universität des Saarlandes (Diplom-Soziologe, 1992), der Universität Bari und der Universität Barcelona. Nach der Promotion in Sozial- und Politikwissenschaften (1998) am European University Institute und der Habilitation (2005) an der Humboldt-Universität zu Berlin, Institut für Sozialwissenschaften war er von 2011 bis 2021 Professor für moderne Europastudien an der Universität Kopenhagen. Seit 2021 ist er Professor für Kultur- und Kommunikationssoziologie an der Scuola Normale Superiore in Florenz/Pisa.

## Schriften (Auswahl)
Chronologisch absteigend:
- Democracy and the Public Sphere. From Dystopia back to Utopia, Bristol University Press 2024, ISBN 978-1529234367.

- mit Manlio Cinalli u. a. (Hg.): Solidarity in the Media and Public Contention over Refugees in Europe. London/New York 2021, ISBN 9780367419950.
- Narrating European Society. Toward a sociology of European integration. London 2016, ISBN 978-1-4985-2705-7.
- mit Ulrike Liebert (Hg.): The new politics of European civil society. London 2011, ISBN 0-415-57845-0.
- Europa in den Medien. Die europäische Integration im Spiegel nationaler Öffentlichkeit. Frankfurt am Main 2005, ISBN 3-593-37882-5.

- Zur Konstitution politischer Öffentlichkeit in der Europäischen Union. Zivilgesellschaftliche Subpolitik oder schaupolitische Inszenierung?. Baden-Baden 2002, ISBN 3-7890-8240-6.